# Pont-de-Veyle

Pont-de-Veyle este o comună în departamentul Ain din estul Franței.